# Alte Feuerwache (Esslingen)

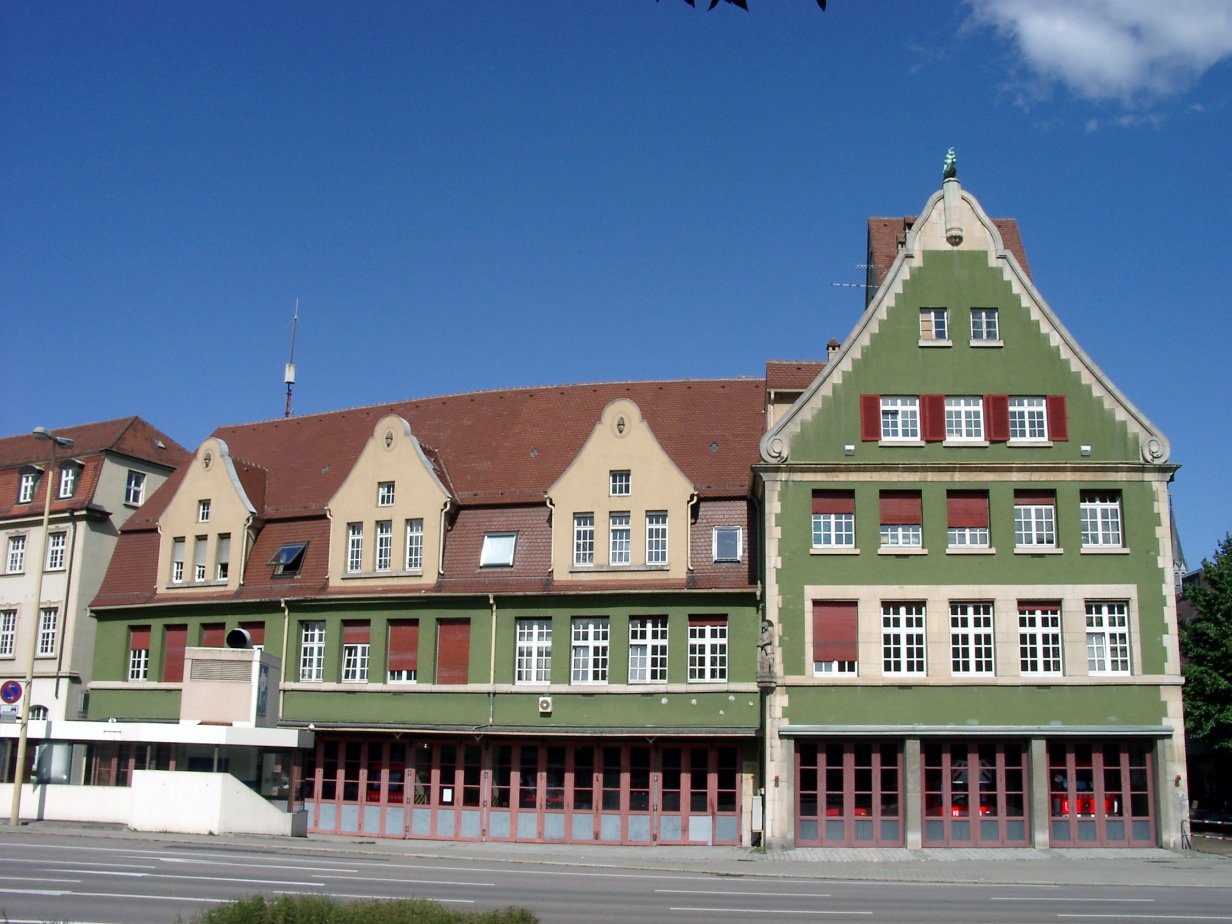
Die Feuerwache im Jahr 2005

Die Alte Feuerwache in der Adlerstraße 6 in Esslingen am Neckar ist ein ehemaliges Feuerwehrhaus.

## Geschichte
Die Kombination aus Feuerwehrhaus und Handelsschule wurde in den Jahren 1912/13 nach Entwürfen des Stadtbaurates Gustav Blümer errichtet. Sie war als baulicher Abschluss der Kiesstraße, die im 19. Jahrhundert angelegt worden war, gedacht, und stellte ein Bindeglied zwischen Kies- und Kanalstraße dar. In den 1970er Jahren wurde aber die gegenüberliegende Gebäudezeile abgerissen, so dass die Gesamtwirkung sich deutlich änderte.
Das Tragwerk des Gebäudes besteht größtenteils aus Stahlbeton, das Bauwerk wurde massiv errichtet. Während die Fensterfront eher schlicht gehalten ist, weisen Elemente wie der Volutengiebel sowie die Eckquaderungen auf späthistoristische Einflüsse hin. Der Haupteingang besitzt ein plastisch gearbeitetes Gewände. Geschmückt ist der Bau mit einer Skulptur des heiligen Florian von Albert Gäckle an einer Gebäudeecke zur Kiesstraße hin sowie mit Köpfen von Feuerwehrmännern in den Giebelfeldern. Auf dem Volutengiebel ist als Symbol der einst hier untergebrachten Handelsschule ein Segelschiff zu sehen, das von Carl Frey geschaffen wurde.
Der Eckbau der Alten Feuerwache ist unterkellert und enthielt den Geräteraum der Weckerlinie, eine Hausmeisterwohnung, Verwaltungs- und Nebenräumlichkeiten. Im Langbau befand sich im Erdgeschoss der Geräteraum der Freiwilligen Feuerwehr, im Obergeschoss war die Handelsschule untergebracht und im ersten Dachgeschoss ein Schulungsraum der Feuerwehr. Die Ausfahrten für die Feuerwehrfahrzeuge waren zur Kiesstraße hin gerichtet. Sie hatten ursprünglich Rundbögen und zweiflügelige Holztüren. Diese wurden allerdings in den 1950er Jahren durch eine modernere Lösung ersetzt. Der Haupteingang des Gebäudes befindet sich in der Adlerstraße. Er führt in ein zentrales Treppenhaus, das im Steigerturm untergebracht ist. An diesen schloss sich der Schlauchtrockenraum an.
Das Gebäude wurde bis ins 21. Jahrhundert als Feuerwache genutzt und ist inzwischen anderen Verwendungszwecken zugeführt worden.

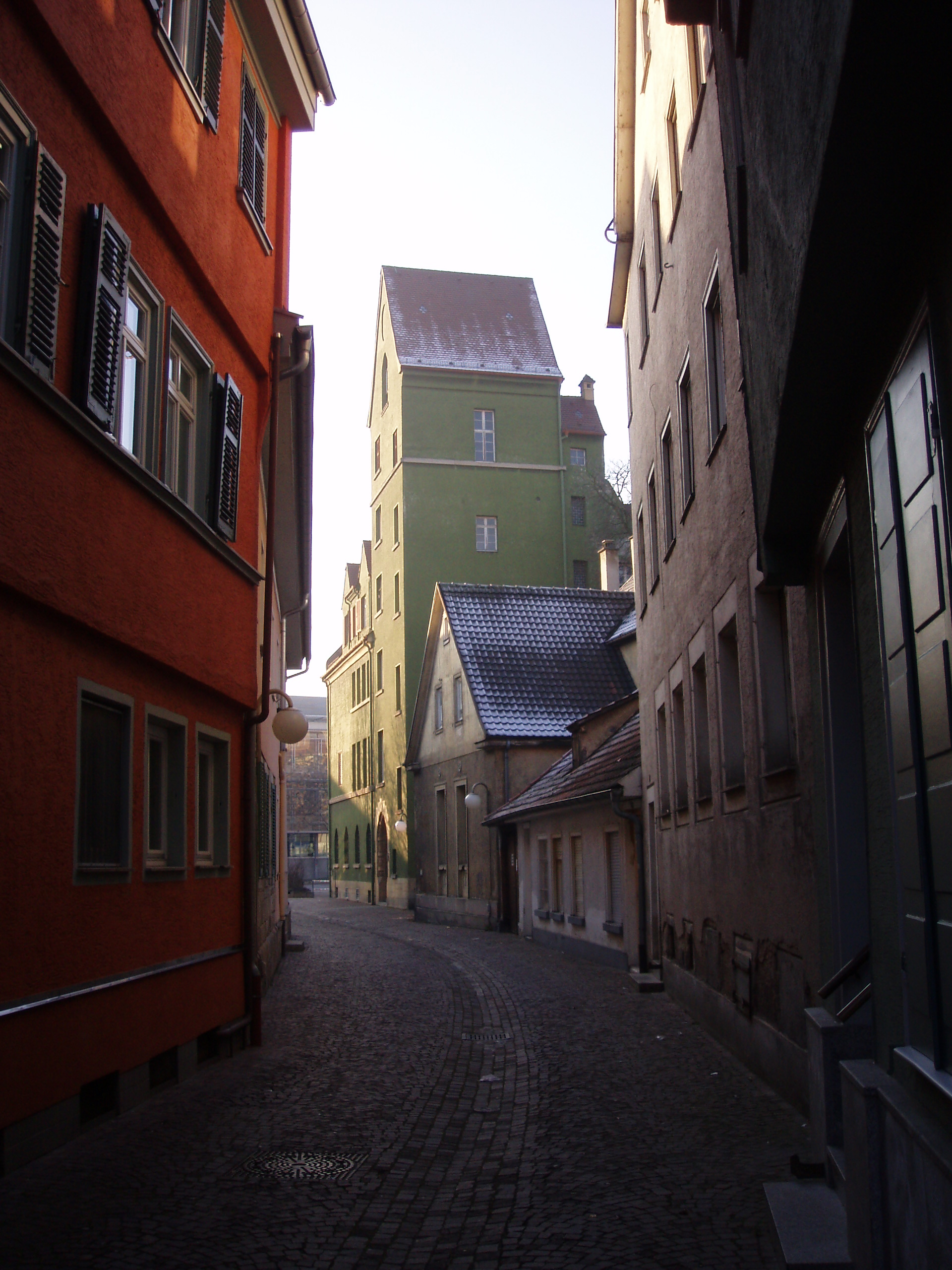
Blick durch die Adlerstraße zum Schlauchturm
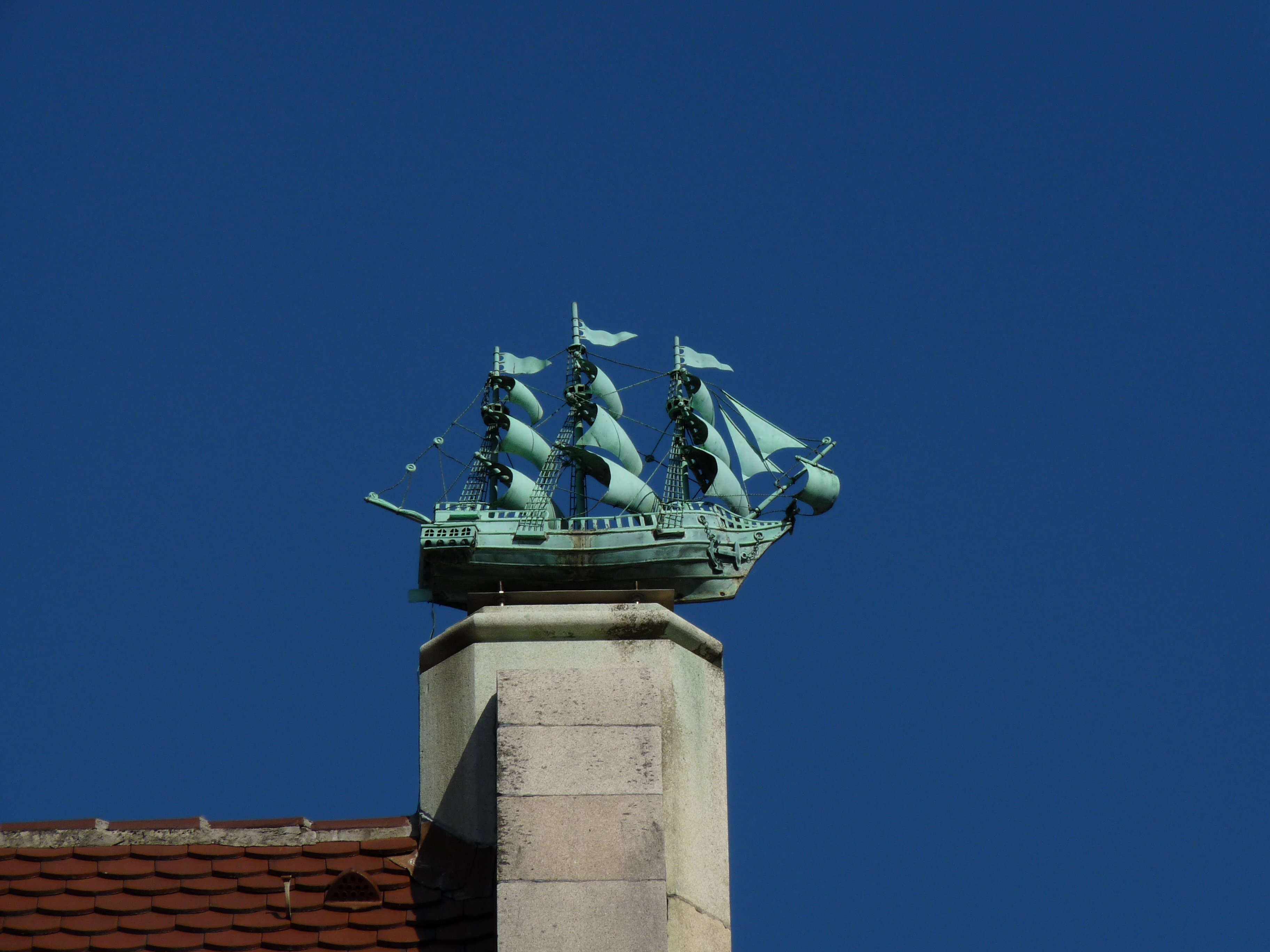
Das Schiff als Symbol der Handelsschule
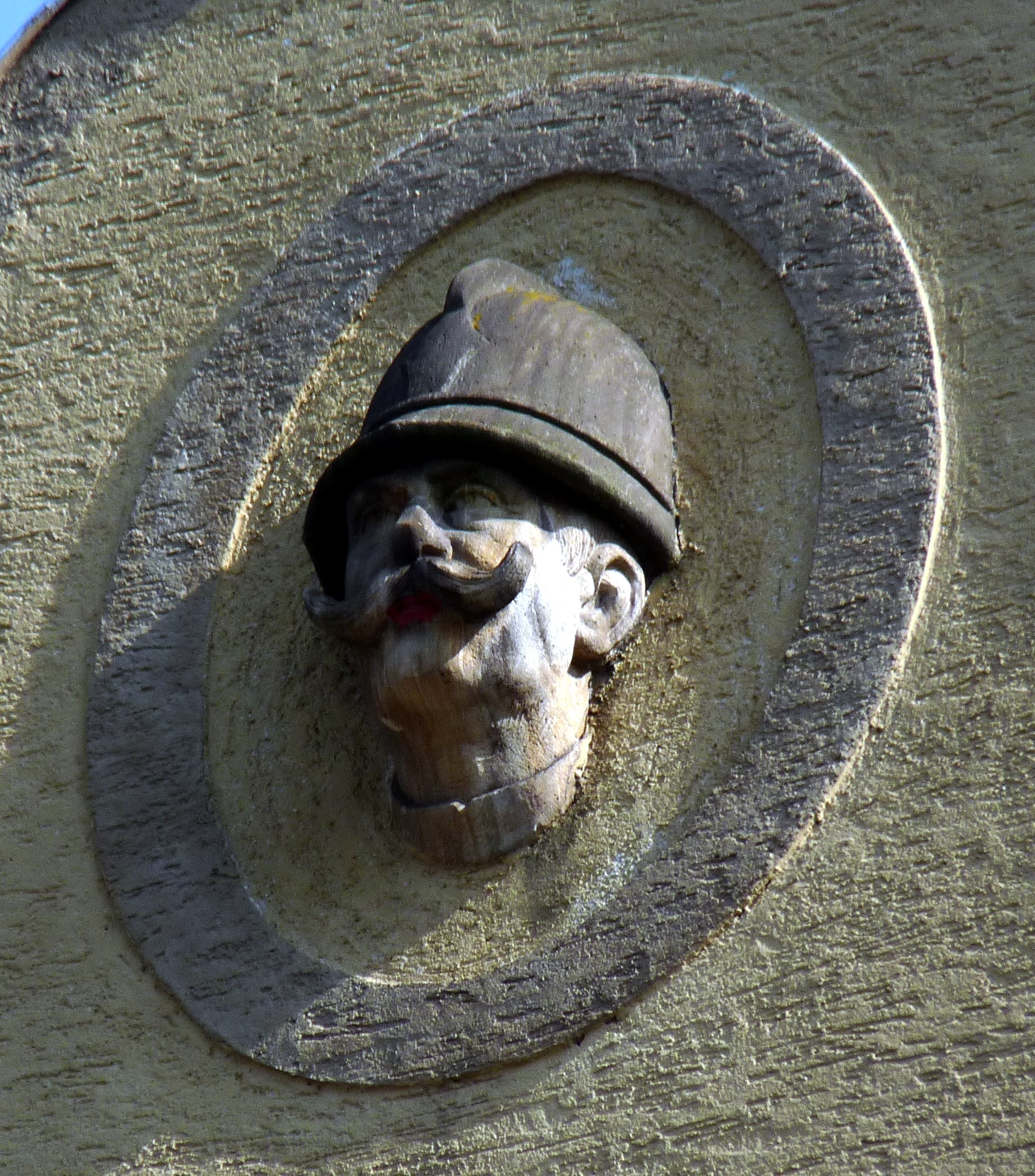
Giebelschmuck
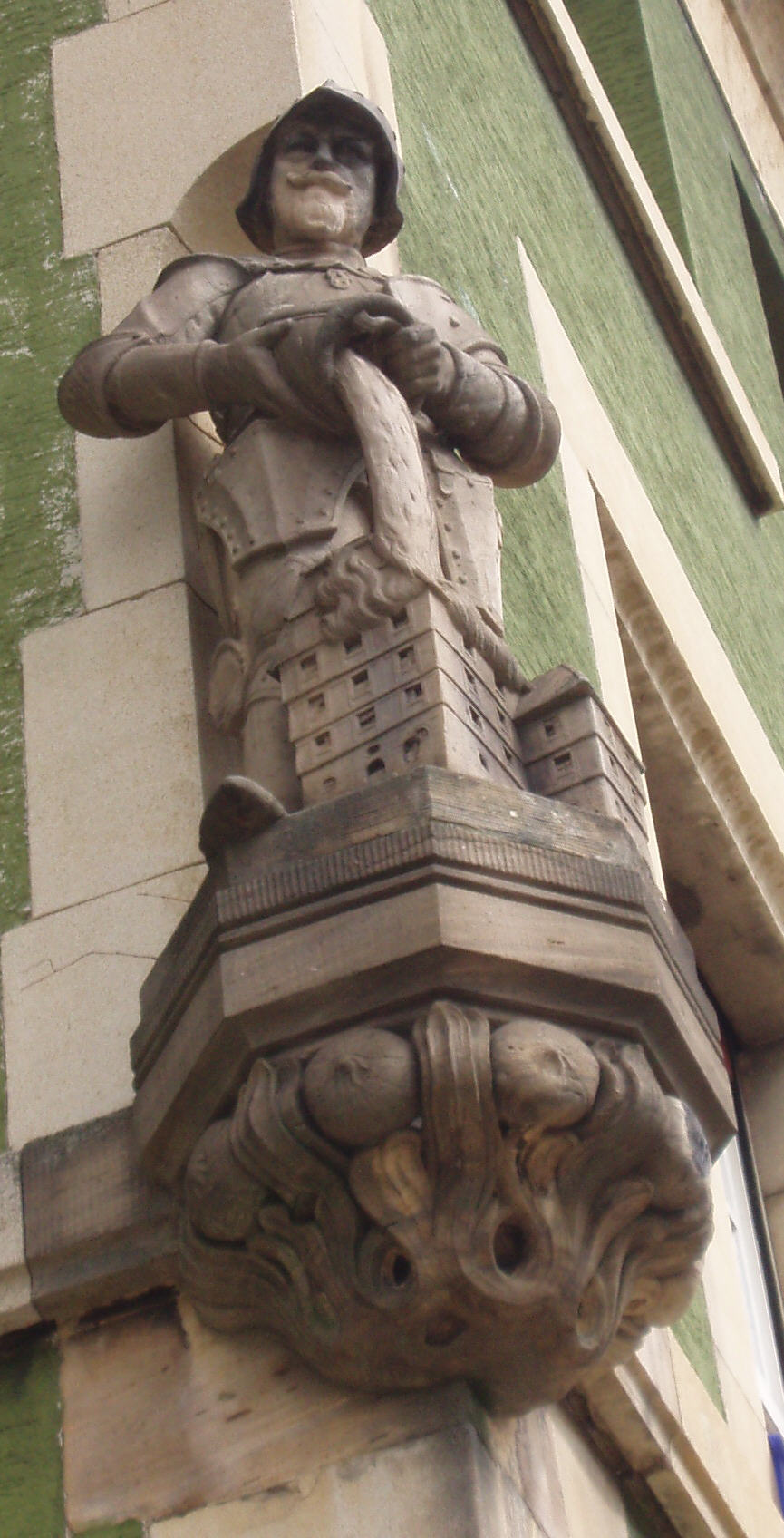
St. Florian
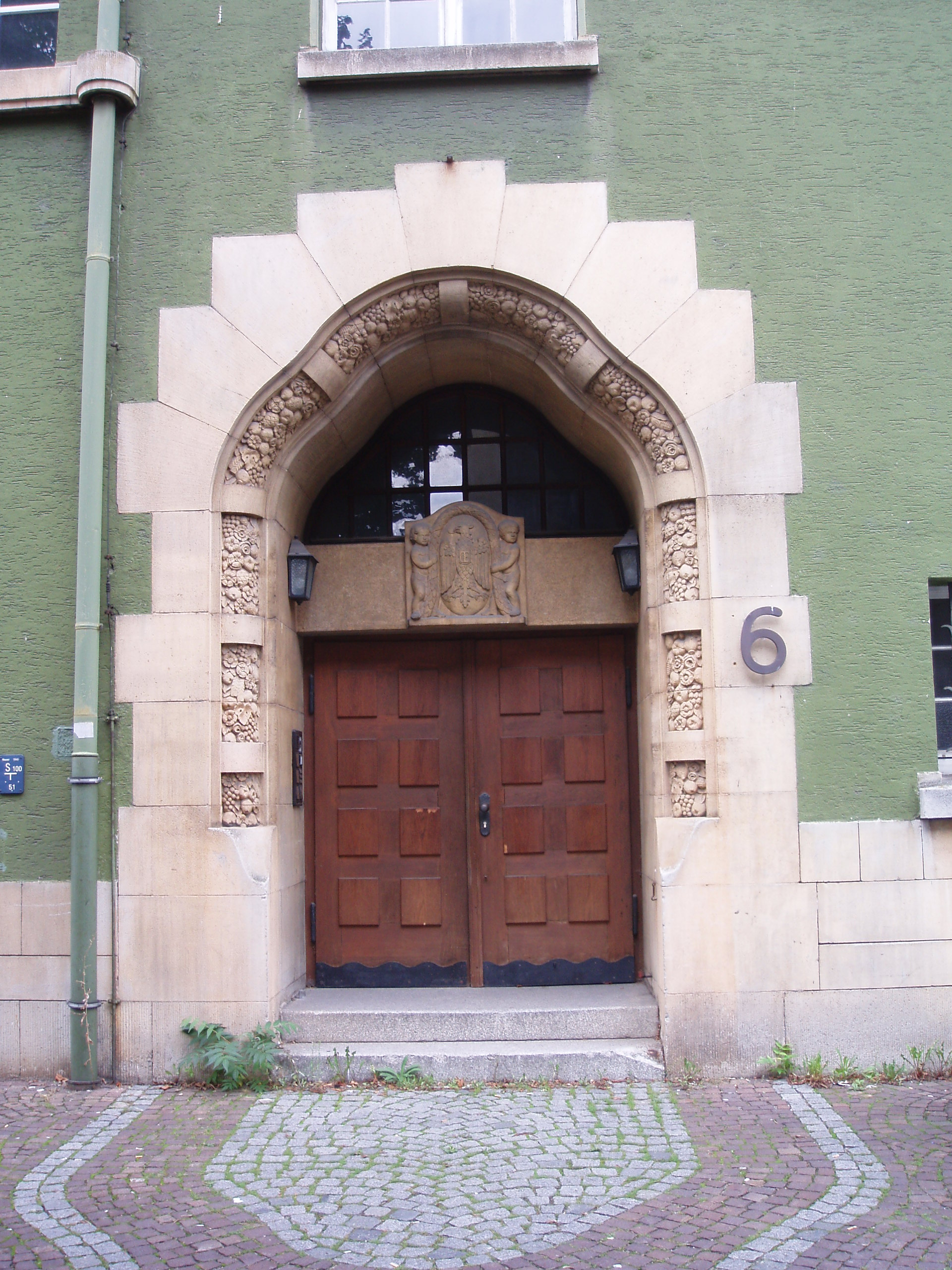
Eingang von der Adlerstraße